# 方萬有
方萬有（？—？），字如初，號奎山，福建興化府莆田縣人，民籍，明朝政治人物。

## 生平
嘉靖二十五年（1546年）丙午科福建鄉試第三十九名舉人。嘉靖三十二年（1553年）中式癸丑科二甲第九十二名進士。改翰林院庶吉士，三十四年十月授工科给事中，降休宁县丞，升徽州府推官、礼部主事。

## 家族
曾祖方叔進；祖父方臨，教諭；父方在淵，母林氏。兄萬戴、大顺（知县）、方大樂（户部主事）、萬葙、獲麟（生员）、弟继曾（生员）、方瀚（举人）。